# Saint-Pierre-du-Val
Saint-Pierre-du-Val település Franciaországban, Eure megyében. Lakosainak száma 589 fő (2022. január 1.).

## Népesség
A település népessége az elmúlt években az alábbi módon változott:
| Lakosok száma | 359  | 337  | 349  | 506  | 563  | 570  | 572  | 585  | 589  | 589  |
|               | 1968 | 1982 | 1990 | 2006 | 2013 | 2015 | 2017 | 2019 | 2020 | 2022 |